# 反步兵地雷

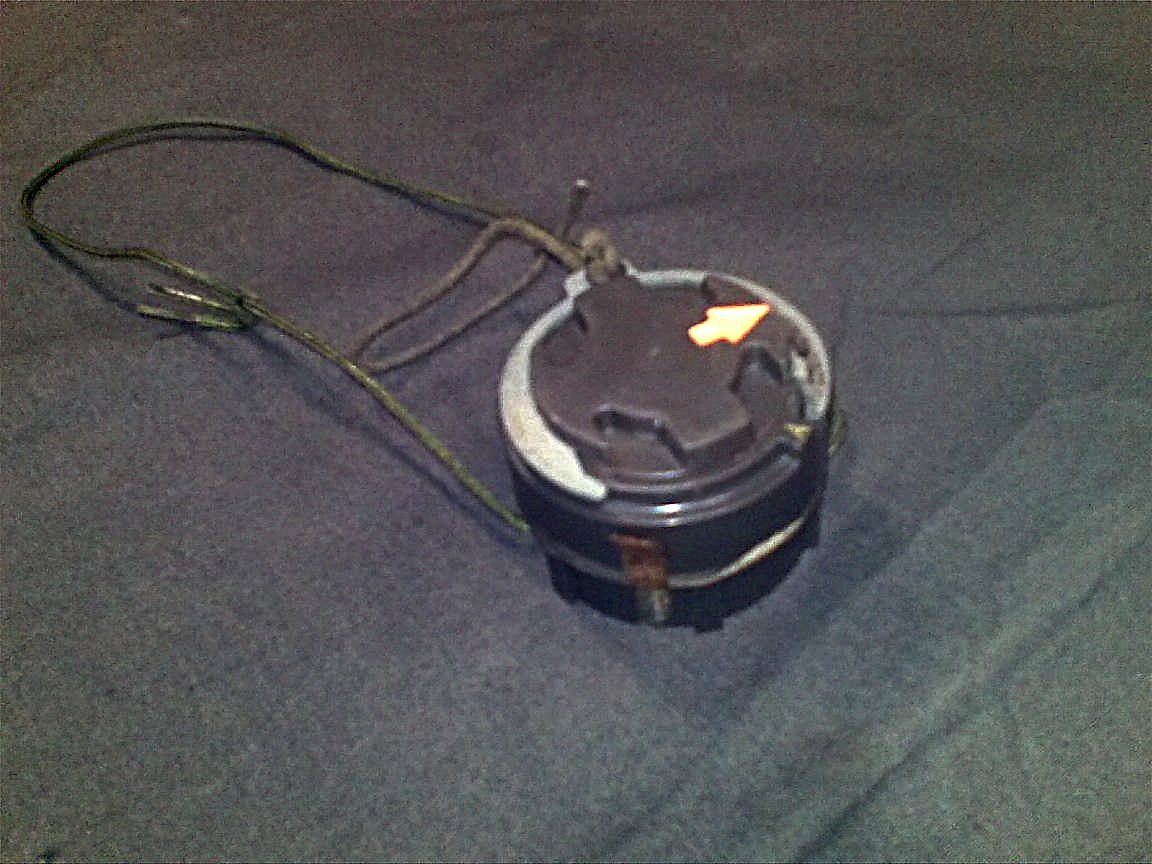
屬於反步兵地雷的美國M14地雷

反步兵地雷（英語：Anti-personnel mine），別名AP地雷、人員殺傷地雷，是一種針對地面人員的地雷。设计目的是在人员出现、接近或接触时爆炸，使一人或多人丧失能力、受伤或死亡的地雷。與反坦克地雷相比，反步兵地雷炸藥較少。反步兵地雷又可以分為爆炸式地雷、破片式地雷、跳雷和定向式地雷。
反步兵地雷一般會設計成能夠使人員受傷，但不足以致命的地雷結構，原因是敵方人員受傷可以增加敵軍後勤（尤其是醫護）上的負擔。有些反步兵地雷也可以破壞坦克上的履帶或是車輛的輪胎。

## 相关定义[1][4]
根据《禁止杀伤人员地雷公约》第二条的定义：
“杀伤人员地雷”是指设计为在人员出现、接近或接触时爆炸，并可使一人或多人丧失行动能力、受伤或死亡的地雷。设计为在车辆而非人员出现、接近或接触时爆炸的地雷，如果装有防排装置，则不被视为杀伤人员地雷。
“地雷”是指设计用于布设在地面或其他表面之下、之上或附近，并因人员或车辆出现、接近或接触而爆炸的弹药。
"防排装置"是指用于保护地雷的一种装置，它是地雷的一部分，连接于、附着于地雷或置于地雷之下，当有人企图触碰或以其他方式故意扰动地雷时就会启动。

## 人員殺傷雷的种类
人員殺傷雷目前主要有以下四种：

##### 爆炸地雷
爆炸地雷的爆炸效果会对地雷受害者造成伤害。 当地雷的压板上施加足够的重量时，地雷就会爆炸。

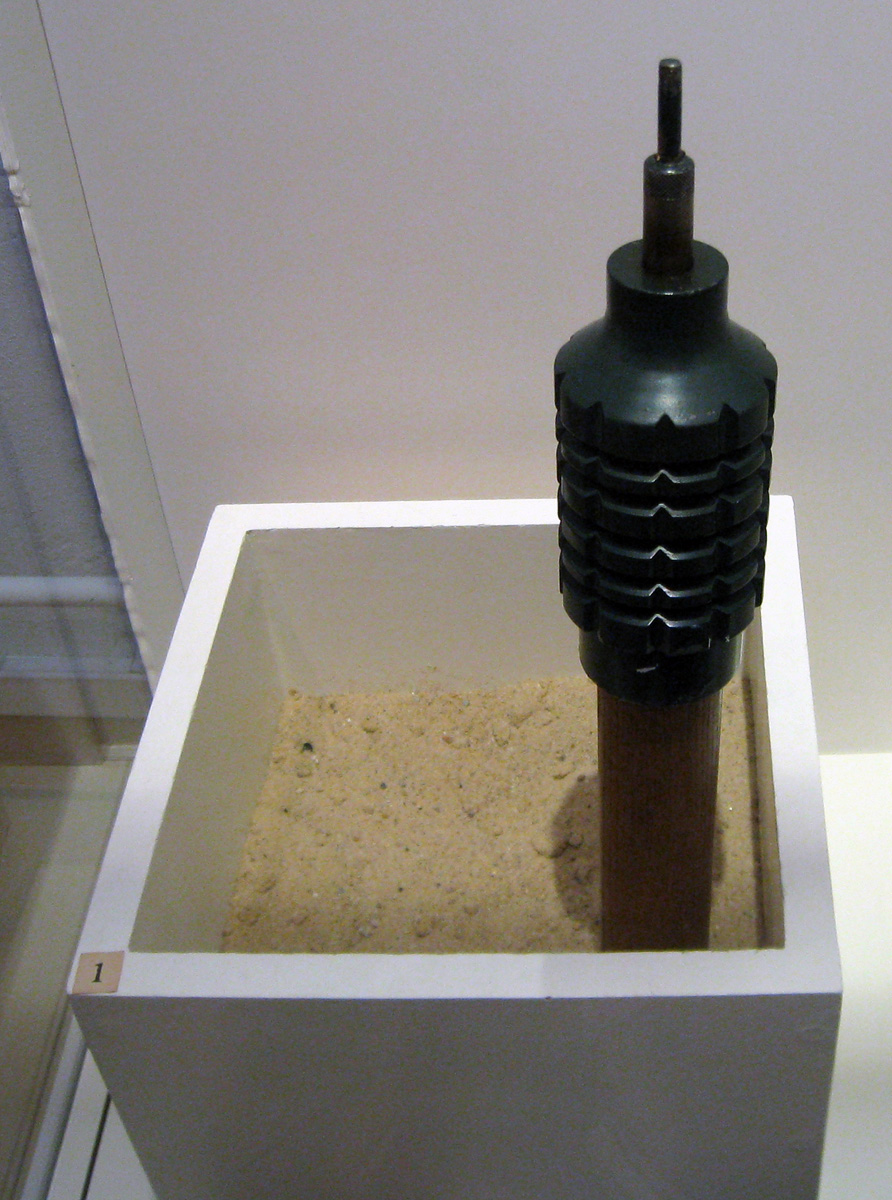
POMZ-2地雷是一种桩式破片地雷，请注意地雷的预制破片表面

##### 破片地雷
破片地雷的金属碎片会对受害者造成伤害。受害者可能会接触或穿过地雷上的绊线，如POMZ-2地雷。当绊线将固定销从引信中拉出时，地雷就会爆炸，金属碎片会向四面八方飞散。破片地雷可以在 30 米或更远的距离造成严重伤害。

##### 边界地雷(bounding landmine,也称跳雷)
边界地雷也称为弹跳式地雷首先会跳到空中后爆炸， 然后发射破片，对受害者造成伤害。受害者可能会接触或穿过附在地雷上的绊线触发地雷。之后地雷的抛射药会将地雷推到空中。当地雷达到正确的高度时，主破片药就会爆炸。这种地雷可能会造成多人伤亡。

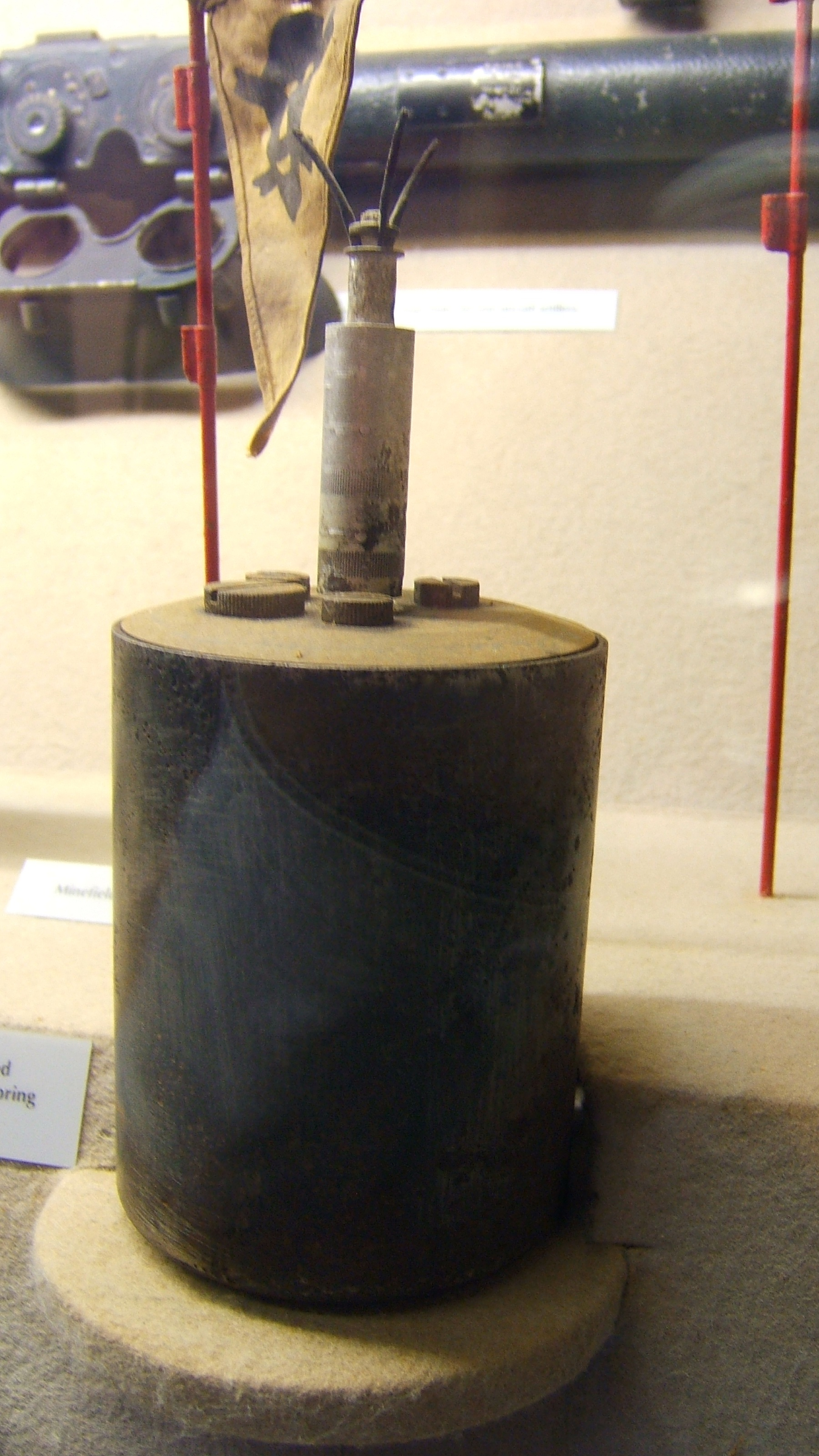
博物馆中展示的二战德国S型跳雷

跳雷的作业原理说明

##### 定向地雷

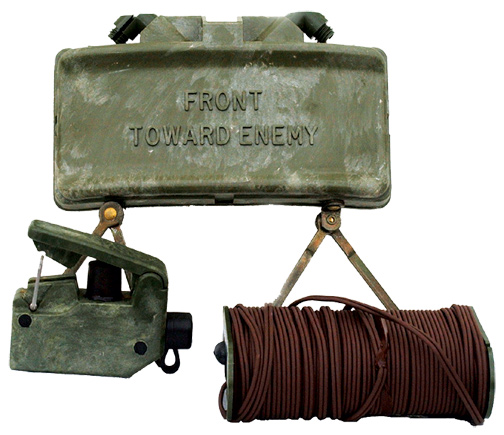
克莱莫尔地雷是使用非常广泛的定向反人员地雷

定向杀伤人员地雷，集中的碎片会对受害者造成伤害.受害者可能会接触到附在地雷上的绊 线。如果将绊线从引信中的固定销中 拉出，地雷就会爆炸，金属碎片会飞向空中。定向地雷的霰弹枪效应可造成 100 米内的 伤亡。这些地雷总是被埋在地表以上，有时 被埋在树上或街道家具上。

## 反人员地雷的影响[5]
人员杀伤地雷会造成受害地区长期的死亡、伤害和痛苦，踩到通常会造成一人或多人受伤或死亡，通常是儿童，受害者及其家人将终生受害。地雷污染使大片土地无法利用，影响粮食生产并摧毁生计，人员杀伤地雷对社区的影响往往持续直至数十年。

## 相关国际条约
國際反地雷組織曾在1997年《渥太華條約》中提議禁止生產或使用反步兵地雷；但許多國家未簽署此條約，包括美國、俄羅斯、中華人民共和國、巴基斯坦及印度等國。

## 各國使用的反步兵地雷
- 苏联：TM-35
- 納粹德國：S型地雷、泰勒地雷